# Ružina dolina
Ružina dolina (bugarski: Розова долина, Rozova dolina) je regija u Bugarskoj koja se nalazi južno od planine Balkan i istočnog dijela Sredne Gore na jugu. Geološki se sastoji od dvije riječne doline Strjame na zapadu i Tundže na istoku.
Prema turističkoj karti Bugarske obnovljenoj 2015. godine prostor "Doline ruža" se sastoji od 19 općina. 
Dolina je poznata po uzgoju ruži,  koja se uzgaja stoljećima. U dolini se proizvode 85% svjetske količine ružinog ulja. Središte industrije proizvodnje ružinog ulja je Kazanlk, ostali značajniji gradovi su Karlovo, Sopot, Kalofer i Pavel Banja. Svake godine održavaju se festivali koje slave ruže i ružino ulje.
Sezona branja traje od svibnja do lipnja. Tijekom tog razdoblja dolina miriše ugodnim mirisom i prekrivena je višebojnim cvijećem. Proces branja ruži, tradicionalno je ženski posao, a zahtijeva veliku vještinu i strpljenje. Cvjetovi su pažljivo beru jedan po jedan i položu u vrbovu košare, zatim se šalju u destileriju.
U rujnu 2014. godine Europska komisija dodijelila je bugarskom ružinom ulju («Bulgarsko rozovo Maslo") oznaku zemljopisnog podrijetla (PGI).

## Vanjske poveznice
- Ružina dolina u starim razglednicama  Arhivirana inačica izvorne stranice od 8. srpnja 2009. (Wayback Machine)